# La entrega (serie de televisión)
La entrega es una serie de televisión boliviana producida y emitida por Red Uno. Fue creada por Gory Patiño, y es un spin off derivado de la película Muralla, estrenada en HBO.
Es una de las únicas series de televisión (además de La bicicleta de los Huanca, Con el corazón y Tres de nosotras de su competidora ATB, Juanoncho y Sinforoso y las producciones de Safipro) que son exportadas con un rotundo éxito a otros canales y a otros países.

## Argumento
Cuenta la historia de Pato Velasco (Bernardo Peña), un periodista obsesionado por la desaparición de una niña llamada Gracia. Tras aliarse con Raquel (Patricia Prada) quien es la madre de Gracia, pronto descubrirá una gran red de trata y tráfico en Bolivia

## Elenco
- Patricia García como Tania
- Alejandro Loayza como Walter, el cliente
- Alexia Dabdoub como Carmen
- Claudia Arce Lemaitre como Joyce
- Steve Willcox como Daniel
- Bernardo Peña como Pato
- Pablo Echarri como Nico
- Pato Hoffman como Reynaga
- Cristian Mercado como Cacho
- Juan Carlos Aduviri como Quispe
- Fernando Arze Echalar como Jorge
- Leonel Fransezze como Antonio
- Luigi Antezana como Nestor
- Pedro Grossman como Spider
- Patricia Prada
- Arwen Delaine
- Camila Guzmán
- Pablo Fernández
- Carlos Ureña
- Tika Michel
- Luis Bredow
- Matías Mercado Grossman
- Julio Kempff
- Jorge Arturo Lora

## Producción
En el año 2016 y en compañía de sus amigos, Gory Patiño graba el piloto de la serie.
El año 2017 los restantes capítulos son grabados y escritos para ser emitidos en televisión y producidos en sindicación.

Existía antes una decisión de grabar una serie policial
Gory Patiño

A raíz de la problemática de la trata y tráfico en todo el mundo (y en especial en Bolivia), fue clave para el argumento.
Según Macondo (la productora) la inversión fue de $us 500.000, antes de la grabación para el guion, se recopiló antecedentes de casos verdaderos.

## Episodios

### Temporadas
|  | 1 | 10  | 4 de agosto de 2019 | 6 de octubre de 2019 | Red Uno |
|  | 2 | TBA | TBA                 | TBA                  | TBA     |

### Emisión internacional
Según el sitio Justwatch.com está presente en la versión española de Prime Video como en el servicio de Televisa, Blim y la variación colombiana de Movistar Play. Se emitió en 2020 por Blu TV (Turquía) y en varias plataformas australianas. Fue agregada en 2021 en Pluto TV y en 2022 en Globoplay por medio de Dori Media Group
- Prime Video
- Blu TV
- Flick TV
- Tower Family
- Vix
- Pluto TV
- Movistar Play
- Globoplay